# Bristol Bullet
Bristol Bullet – brytyjski samolot sportowy z okresu międzywojennego.

## Historia
W 1919 roku konstruktor firmy Bristol Aeroplane Company kpt. Frank Branwell zaprojektował samolot sportowy przeznaczony do wyścigów lotniczych. Samolot został zbudowany w 1919 roku i zaprezentowany na pokazie lotniczym w Paryżu, lecz z uwagi na niedopracowany silnik samolotu, był to tylko pokaz statyczny.
Po pewnych poprawkach zarówno w samolocie jak i w silniku, samolot został oblatany i w dniu 20 czerwca 1920 roku wziął udział w wyścigu lotniczych Aerial Derby w Uwins. W 1921 roku dokonano kolejnych poprawek, polegających zmniejszeniu długości płatów a co za tym także powierzchni nośnej oraz wagi i wziął on udział w kolejnym wyścigu Aerial Derby, gdzie osiągnął prędkość maksymalną 274 km/h zajmując drugie miejsce w wyścigu. 
Samolot po kolejnych poprawkach konstrukcyjnych miał wziął udział w kolejnych wyścigach, lecz w 1923 roku zginął jego pilot Leslie Foot, zrezygnowano z dalszej jego eksploatacji. W 1924 roku został ostatecznie rozmontowany. Zbudowano tylko jeden egzemplarz tego samolotu.

## Użycie w lotnictwie
Samolot brał udział w wyścigach lotniczych w konkurencji prędkości lot w latach 1920 – 1923, po czym został rozmontowany.

## Opis konstrukcji
Samolot był dwupłatem o konstrukcji mieszanej. Konstrukcja kadłuba kratownicowa. Kadłub kryty płótnem. Kabina odkryta. Podwozie stałe.